# Костусін (Лодзинське воєводство)
Костусін (пол. Kostusin) — село в Польщі, у гміні Вітоня Ленчицького повіту Лодзинського воєводства.
Населення — 119 осіб (2011).
У 1975-1998 роках село належало до Плоцького воєводства.

## Демографія
Демографічна структура станом на 31 березня 2011 року:
|          | Загалом | Допрацездатний вік | Працездатний вік | Постпрацездатний вік |
| -------- | ------- | ------------------ | ---------------- | -------------------- |
| Чоловіки | 55      | 11                 | 36               | 8                    |
| Жінки    | 64      | 12                 | 34               | 18                   |
| Разом    | 119     | 23                 | 70               | 26                   |